# R (álbum)
-R- es el álbum sencillo debut de la cantante neozelandesa-surcoreana Rosé, miembro del grupo Blackpink. Fue publicado el 12 de marzo de 2021 a través de YG Entertainment e Interscope Records. El primer sencillo promocional fue «Gone», presentado el 31 de enero de 2021 en el primer concierto en línea de Blackpink titulado The Show. Su sencillo principal, «On the Ground», fue lanzado junto con el álbum sencillo, el 12 de marzo de 2021.

## Antecedentes y lanzamiento

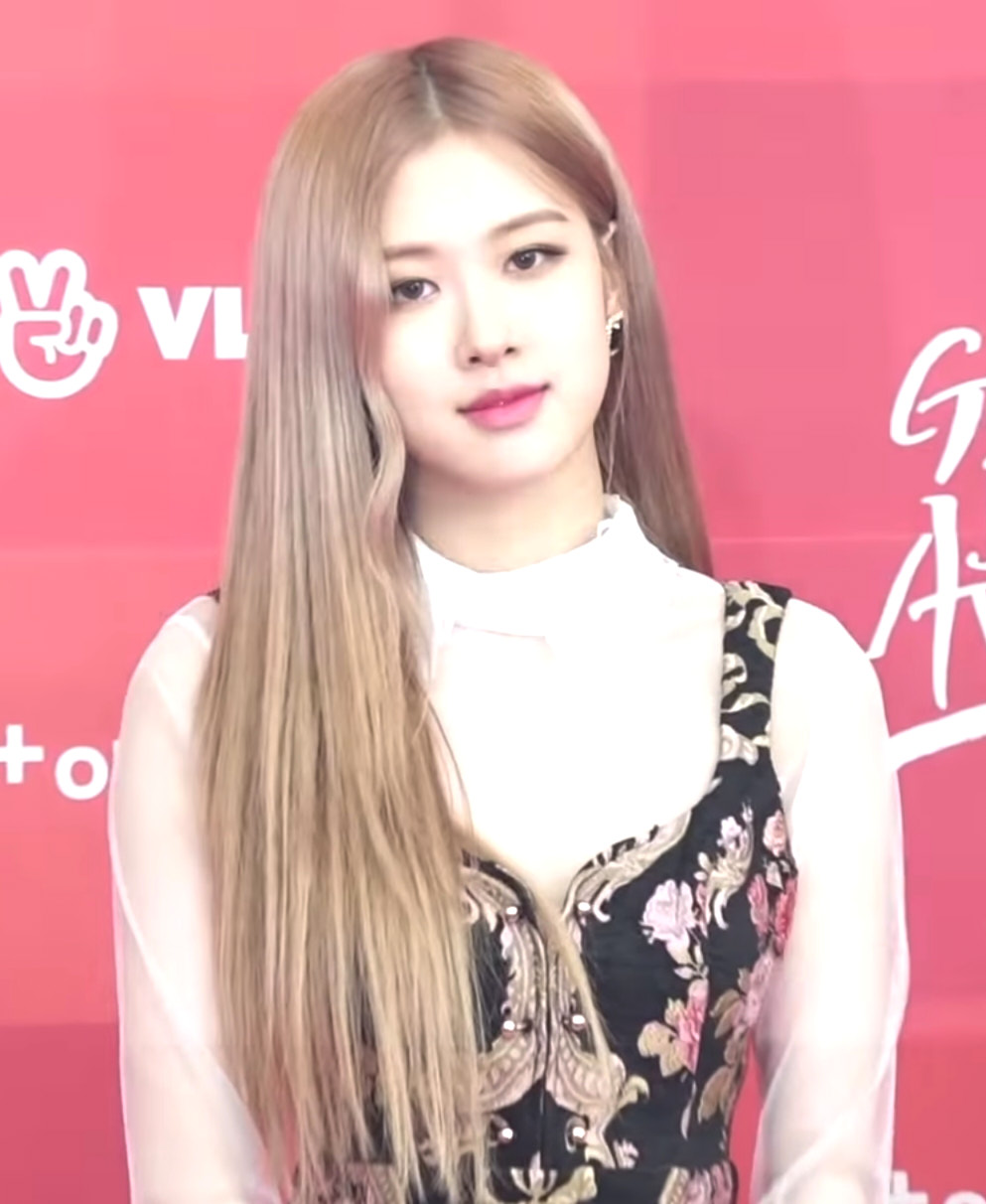
Rosé en los Golden Disc Awards en 2019

El 1 de junio de 2020, YG Entertainment, agencia de Blackpink, anunció que el proyecto solista de Rosé se encontraba en preparación y que sería lanzado luego de la publicación del primer álbum de la agrupación, titulado The Album.
El 25 de enero de 2021, se informó que Rosé presentaría su nueva canción en el concierto en línea titulado The Show, que Blackpink llevaría a cabo el 31 de enero, como un regalo sorpresa para todos sus fanáticos. Además, la agencia informó que planea anunciar de manera oficial la fecha de debut en solitario de la cantante apenas se complete la posproducción de su vídeo musical, agregando que la grabación del videoclip fue finalizada a mediados de enero. Ese mismo día, se publicó a través de las redes sociales oficiales del grupo un primer teaser tráiler del vídeo musical del sencillo, sin embargo, días después fue informado que la canción del teaser, misma canción que sería presentada en el concierto, correspondía al lado B del nuevo álbum de Rosé, titulada «Gone», y no al título principal.
El 26 de febrero, el sitio web de música Melon confirmó que el debut de Rosé como solista sería en marzo de 2021.
El 1 de marzo, las redes sociales oficiales de Blackpink publicaron dos pósteres promocionales, confirmando que la fecha oficial de lanzamiento sería el 12 de marzo de 2021, mientras que el 3 de marzo, se confirmó que el título del álbum sencillo sería -R-, en alusión al nombre de la cantante. El 4 de marzo, mediante la publicación de un nuevo teaser póster, se anunció oficialmente que el título de la pista principal de su nuevo álbum sencillo sería «On the Ground».
El 8 de marzo, YG Entertainment publicó la lista de canciones del álbum, en donde se confirmó que Rosé participó en la escritura de ambas canciones. -R- se lanzó en todo el mundo el 12 de marzo, a través de YG e Interscope Records junto con el vídeo musical de «On the Ground». Para celebrar su lanzamiento, la cantante realizó una transmisión en vivo en línea una hora antes del lanzamiento para hablar sobre la información general del álbum, los spoilers de los vídeos musicales y el desempaquetado físico del álbum.

## Rendimiento comercial
Una semana antes del lanzamiento del álbum, en un lapso de cuatro días se superaron los 400.000 pedidos por adelantado, convirtiéndolo en el álbum sencillo más vendido de una solista coreana. Para el 15 de marzo, -R- había superado el medio millón de pedidos anticipados de ventas. De los 500.000 pedidos por adelantado, 400.000 procedían del CD, 48.000 del kit y 52.000 de su edición en vinilo. El 17 de marzo, se informó que el álbum rompió el récord de ventas de la primera semana entre artistas solistas femeninas, con 280.000 copias vendidas en solo un día después de su fecha de lanzamiento físico, para luego convertirse en el álbum más vendido por una solista femenina en la historia de Hanteo, rompiendo el récord de 17 años del álbum Classic de Lee Soo-young.
Luego de apenas 45 minutos después del lanzamiento, la plataforma china QQ Music registró más de 400.000 descargas del álbum sencillo, certificándolo con doble disco de platino. En 24 horas alcanzó el disco de diamante por 800.000 descargas en la misma plataforma. Luego, el 19 de marzo, se informó que en China, el álbum de Rosé había vendido más de 1.170.000 copias digitales solo a través de esta plataforma.
El álbum debutó en la 2ª posición en la lista Gaon Album Chart de Corea del Sur, mientras que en Japón se posicionó en el lugar 40 de la lista de Oricon.
El 8 de abril, la compañía Hanteo, que registra las ventas físicas y digitales de los artistas en Corea del Sur, hizo oficial el récord de ventas de Rosé a través de dos certificados: el primero por haber vendido más de 200.000 copias en ventas de su álbum sencillo -R- y el segundo es por haber establecido un nuevo récord como la solista femenina coreana más vendida, con un total de 448.000 copias, superando la marca anterior de IU con «Love Poem» con 147.856 ejemplares.
El 9 de abril, el sitio oficial de Guinness World Records dio a conocer que Rosé había alcanzado dos récords mundiales tras el lanzamiento de su primer sencillo en solitario, uno con el vídeo de Música de YouTube más visto en 24 horas por un artista de k-pop en solitario tras llegar a las 41,6 millones de visitas; y además se convirtió en el primer artista en alcanzar el #1 en una lista Billboard Global como solista y como parte de un grupo, esto gracias a «On the Ground» y «Lovesick Girls» junto a Blackpink, donde ambos sencillos fueron N.º 1 en el chart de Billboard Global 200, además del chart Billboard Global Excl. U.S..

## Recepción y crítica
Luego del lanzamiento, -R- recibió en general críticas positivas de sitios especializados de música. Rhian Daly de la revista británica NME le dio una calificación de 4 sobre 5, señalando que «-R-, su debut en solitario de dos pistas, ilumina nuevos lados de la cantante coreano-australiana. En las canciones de Blackpink, sus partes a menudo están construidas para cantar, transmitir drama y emoción en poderosas melodías. Aquí, Rosé lleva las cosas a lo básico, ordenando las capas a menudo ocupadas que se encuentran en las canciones de su grupo a lo que se necesita y empleando un enfoque más tranquilo y suave».
Alyssa Bailey de revista Elle indicó sobre su sencillo principal que «La letra, completamente en inglés, es una mirada reveladora de lo que Rosé, una de las cantantes más famosas del mundo, ha aprendido sobre la vida. Y el vídeo musical -visualmente hermoso- también tiene raíces profundamente personales».
Hugh McIntyre de Forbes indicó que «una de las miembros de uno de los grupos de chicas más grande del planeta, la cantautora Rosé, ahora ha hecho historia en uno de los mercados musicales más grandes del mundo por su cuenta. En el ranking de canciones del Reino Unido, rompió un techo de cristal que, de alguna manera, todavía estaba intacto. La figura de múltiples talentos es ahora la primera músico coreana solista en trazar un sencillo exitoso en esta nación».
Alisa S. Regassa de The Crimson señaló que «la voz y el lirismo de las pistas están ahí, quizás en detrimento de otros ritmos más llamativos y de moda. Sin embargo, el sencillo es sorprendentemente refrescante y complementa a la perfección el estilo de Rosé, resaltando aspectos del rango y el carácter de la cantante que su audiencia nunca antes había visto».

## Lista de canciones
| CD    |                                |                                                                       |                                                       |          |  |
| N.º   | Título                         | Letras                                                                | Música                                                | Duración |  |
| 1.    | «On the Ground»                | Amy Allen, Jon Bellion, Jorgen Odegard, Raúl Cubina, Teddy Park, Rosé | Jorgen Odegard, ojivolta, Teddy Park, Jon Bellion, 24 | 2:48     |  |
| 2.    | «Gone»                         | Brian Lee, J. Lauryn, Teddy Park, Rosé                                | 24, Brian Lee                                         | 3:27     |  |
| 3.    | «On the Ground» (Instrumental) |                                                                       | Jorgen Odegard, ojivolta, Teddy Park, Jon Bellion, 24 | 2:48     |  |
| 4.    | «Gone» (Instrumental)          |                                                                       | 24, Brian Lee                                         | 3:27     |  |
| 12:30 |                                |                                                                       |                                                       |          |  |

## Reconocimientos

### Premios y nominaciones
| Año  | Premio                  | Categoría                           | Resultado | Ref    |
| ---- | ----------------------- | ----------------------------------- | --------- | ------ |
| 2021 | Asian Pop Music Awards  | Top 20 Álbumes del año - Extranjero | Ganador   | [ 28 ] |
| 2021 | China Year End Awards   | Sencillo internacional más vendido  | Ganador   | [ 29 ] |
| 2021 | China Year End Awards   | Sencillo k-pop más vendido          | Ganador   | [ 29 ] |
| 2021 | Gaon Chart Music Awards | Álbum del año (2.º cuarto)          | Nominado  | [ 30 ] |

## Posicionamiento en listas
| Lista (2021)                       | Mejor posición |
| Álbum                              | Álbum          |
| ---------------------------------- | -------------- |
| Corea del Sur (Gaon Album Chart)   | 2              |
| Croacia (HDU International Albums) | 10             |
| Japón (Oricon Single Chart)        | 40             |
| LP                                 |                |
| Corea del Sur (Gaon Album Chart)   | 7              |

| Lista (2021)                     | Mejor posición |
| Álbum                            | Álbum          |
| -------------------------------- | -------------- |
| Corea del Sur (Gaon Album Chart) | 3              |
| LP                               |                |
| Corea del Sur (Gaon Album Chart) | 25             |

## Certificaciones
| País                                               | Organismo certificador | Certificación | Ventas certificadas | Ref.      |
| Descargas                                          | Descargas              | Descargas     | Descargas           | Descargas |
| -------------------------------------------------- | ---------------------- | ------------- | ------------------- | --------- |
| China                                              | QQ Music               | Diamante      | 800 000*            | [ 16 ]    |
| Ventas                                             |                        |               |                     |           |
| Corea del Sur                                      | KMCA                   | 2xPlatino     | 604 745*            | [ 35 ]    |
| *Cifras de ventas basadas solo en certificaciones. |                        |               |                     |           |

## Historial de lanzamiento
| País          | Fecha               | Formato                    | Sello                                |
| ------------- | ------------------- | -------------------------- | ------------------------------------ |
| Varios        | 12 de marzo de 2021 | Descarga digital streaming | YG Entertainment, Interscope Records |
| Varios        | 16 de marzo de 2021 | CD                         | YG Entertainment, Interscope Records |
| Corea del Sur | 19 de abril de 2021 | LP                         | YG Entertainment, Interscope Records |